# 赫尔戈兰岛 (布鲁克纳)
《赫尔戈兰岛》（或譯為“黑格蘭”，“海姑蘭”），是奥地利作曲家布魯克納最後完成的作品，成曲于1893年。它是一部單樂章作品，為男聲合唱團、管弦樂團而作。
布鲁克纳曾在教堂的男声合唱队中活动过，他也写了30首为男声合唱而作的曲目。本曲是布鲁克纳认为，同类作品中唯一一部值得送给维也纳国家图书馆的。
由於當時布鲁克纳正在寫作其天鵝之歌「第九交響曲」，所以這首曲子具有不少與之類似的技法和氣氛，如太古洪荒的感覺，宏偉的氣勢，咆哮的銅管，半音音階的旋律及和聲，但是本作品的特色是在男聲合唱上。作品要求合唱技巧之難，音域之怪異，和聲之詭譎都是很少见的。
這種標新立異的作風，加上布鲁克纳的交响曲有着过人的魅力，导致本曲經常被听众忽略。實際上，《赫尔戈兰岛》在初演時就已經大獲成功，後來在各地的演出也受到歡迎。